# Phumzile Mlambo-Ngcuka
Phumzile Mlambo-Ngcuka (Clermont, KwaZulu-Natal, 3 de novembro de 1955) é uma política sul-africana. De 2005 a 2008 esteve à frente da vice-presidência da África do Sul. Serviu como subsecretária-geral das Nações Unidas e é diretora-executiva da ONU Mulheres. Ela se dedica ao combate à pobreza e crescimento econômico, com foco, sobretudo, na melhoria das condições de vida das mulheres.

## Biografia
Mlambo-Ngcuka estudou na Ohlange High School e obteve seu diploma de bacharel em Artes e Educação na Universidade Nacional do Lesoto (concedido em 1980). Ela também obteve uma qualificação em Política de Gênero e Planejamento pela University College London (em 1988), um mestrado em Filosofia pela Universidade da Cidade do Cabo (concedido em 2003) e um doutorado em Tecnologia e Educação pela Universidade de Warwick (concedido em 2013). Ela é autora de vários artigos acadêmicos e de opinião.
Iniciou sua carreira como professora e adquiriu experiência internacional como coordenadora na YWCA Mundial em Genebra, onde estabeleceu um programa global para mulheres jovens. Ela é a fundadora da Fundação Umlambo, que apoia liderança e educação. Defensora de longa data dos direitos das mulheres, ela é filiada a diversas organizações dedicadas à educação, ao empoderamento feminino e à igualdade de gênero.

### Política nacional e internacional
Mlambo-Ngcuka trabalhou no governo, na sociedade civil e no setor privado, e esteve ativamente envolvida na luta pelo fim do apartheid em seu país natal. Foi deputada de 1994 a 1996, integrando o primeiro governo democrático da África do Sul. Em seguida, foi Vice-Ministra do Departamento de Comércio e Indústria de 1996 a 1999 e Ministra de Minerais e Energia de 1999 a 2005. De 22 de junho de 2005 a 2008, atuou como Vice-Presidente da África do Sul, supervisionando programas de combate à pobreza e levando os benefícios de uma economia em crescimento aos pobres, com foco especial nas mulheres.
Em dezembro de 2007, ela perdeu o seu cargo no Comité Executivo Nacional do Congresso Nacional Africano (ANC) após os delegados do partido terem eleito uma chapa pró-Jacob Zuma, o vice-presidente que ela havia substituído. O presidente Thabo Mbeki - que a indicara - renunciou em setembro de 2008, após o Comitê Executivo Nacional, opondo-se ao suposto papel de Mbeki no processo contra Jacob Zuma por atividades criminosas, ter decidido destituí-lo do cargo. Em 23 de setembro, na sequência disso, a maior parte do gabinete sul-africano renunciou, incluindo Mlambo-Ngcuka.
Mlambo-Ngcuka juntou-se ao Congresso do Povo (COPE) no final de fevereiro de 2009, mas pouco depois voltou a juntar-se ao ANC.
Assumiu como Secretária-Geral Adjunta das Nações Unidas e Diretora Executiva da ONU Mulheres em 19 de agosto de 2013. Foi nomeada para um segundo mandato em 3 de julho de 2017. Permaneceu nesse cargo até agosto de 2021.
Sob a liderança de Mlambo-Ngcuka, a ONU Mulheres trabalhou com a Publicis e a Ogilvy no lançamento da campanha HeForShe. Em novembro de 2017, Mlambo-Ngcuka acolheu com satisfação a Iniciativa Elsie para ajudar a aumentar a participação das mulheres nas operações de manutenção da paz, numa declaração conjunta com a colega Subsecretária-Geral da ONU, Pramila Patten.
Além de seu papel na ONU Mulheres, Mlambo-Ngcuka também serviu por um mandato de dois anos como membro do Conselho Consultivo de Gênero e Desenvolvimento do Grupo Banco Mundial (WBG) de 2015 a 2017. Em novembro de 2018, o Secretário-Geral das Nações Unidas, António Guterres, a nomeou para a Força-Tarefa das Nações Unidas sobre Financiamento Digital dos Objetivos de Desenvolvimento Sustentável, copresidida por Maria Ramos e Achim Steiner.
No final de 2022, Mlambo-Ngcuka atuou como um dos mediadores nas negociações de paz entre o governo etíope e a Frente de Libertação do Povo Tigray (TPLF), a fim de encerrar a Guerra do Tigray. Em 2 de novembro de 2022, um tratado de paz foi assinado em Pretória entre a Etiópia e a TPLF, que encerrou formalmente a guerra em 3 de novembro.

### Honras
Ela recebeu o título de Doutora Honorária das seguintes instituições: Witwatersrand Technikon (2003), uma das instituições precursoras da Universidade de Joanesburgo (UJ), da Universidade do Cabo Ocidental (2007), da Universidade Nelson Mandela (2014), da Universidade de Fort Hare (2016), da Universidade Wits (2019), da Universidade Rhodes (2020), da Universidade de Edimburgo (2022) e da Universidade do Estado Livre (2024).
Ela recebeu o prêmio Cannes LionHeart em 2019 por seu trabalho para a ONU Mulheres e a Unstereotype Alliance. Foi empossada como Líder Hauser no Centro de Liderança Pública da Harvard Kennedy School e recebeu o prêmio Vanguard da Universidade Howard por Liderança e Ativismo na promoção de direitos humanos, igualdade e justiça para mulheres e meninas em todo o mundo.

Em 2022, a Dra. Mlambo-Ngcuka foi nomeada Chanceler da Universidade de Joanesburgo para um mandato de cinco anos, de 1º de outubro de 2022 a 30 de setembro de 2027.